# 智能程序
智能程序 (Knowbots)，最早由麻省理工学院的Marvin Minsky提出，指能自动运行完成工作的程序，如搜索引擎的蠕虫程序、自动在因特网上搜索信息的数据库智能代理程序。利用智能程序将加强数据库系统的功能。

## 功能
一个进入网络的智能程序，可以自动访问不同数据库／网站／节点等来完成它的主人所需要的信息。然后把结果发回给它的主人。
设计程序具有学习能力，它可以在不断的提高自己的能力。
- 搜索引擎

## 参看
- 批处理程序
- 信息挖掘
- 信息提取